# Nacho Vegas
Ignacio González Vegas, mieux connu sous le nom de scène Nacho Vegas, est un musicien espagnol.

## Biographie
Le 5 octobre 2009 sort l'EP El género bobo (Limbo Starr), qui contient cinq chansons inédites, dont la pochette est conçue par le peintre Luis Díez. Il collabore également régulièrement avec différentes presses écrites, tels que Ladinamo, El Mundo, Les Noticies et GQ, et écrit une histoire pour le livre Canciones contadas (Editorial km. 1, 2001).
En octobre 2010, il annonce la fin de sa relation avec le label Limbostarr, pour rejoindre son propre label, Marxophone. Il annonce également la date de sortie de son prochain album, intitulé La zona sucia, qui est publié en février 2011 sous licence copyleft.
En février 2011 voit la sortie de La zona sucia. Un LP de 10 titres dont est extrait le single La gran broma final, sorti en version acoustique le 16 janvier 2010 via YouTube. Cet album devient l'un des mieux reçus de sa carrière grâce à la campagne publicitaire et à la tournée internationale qui l'accompagne, au cours de laquelle Nacho Vegas parcourt l'Espagne et le Mexique. Plus tard, Nacho Vegas présente cet album en version acoustique sur la station de radio espagnole Radio 3. Le 26 octobre 2011, il publie l'EP Cómo hacer crac, un album court contenant des chansons essentiellement politiques et très personnelles telles que Cómo hacer crac, Dos bandos ou La fiesta. Cet EP est suivi d'une tournée internationale au cours de laquelle il se rend à nouveau sur le continent américain, notamment au Mexique et en Argentine. 
En avril 2018, Nacho Vegas annonce la sortie de son nouvel album Violética, le 15 juin 2018, et confirme les premières dates de sa tournée de concerts en Espagne pour le mois de juin de la même année. 

## Activisme
Il est considéré par la presse comme sympathisant des causes citoyennes, avec notamment son soutien à la Plataforma de Afectados por la Hipoteca.
En 2017, il se présente sur la liste des Anticapitalistas pour la II Asamblea Ciudadana Estatal de Podemos. 

## Discographie

### Albums studio
- 2001 : Actos inexplicables (Limbo Starr)
- 2003 : Cajas de música difíciles de parar (Limbo Starr)
- 2005 : Desaparezca aquí (Limbo Starr)
- 2008 : El manifiesto desastre (Limbo Starr)
- 2011 : La zona sucia (Marxophone)
- 2014 : Resituación (Marxophone)
- 2018 : Violética (Marxophone)
- 2020 : Oro, salitre y carbón (Oso Polita)
- 2022 : Mundos inmóviles derrumbándose (Oso Polita)

### Collaborations
- 2001 : Seis canciones desde el norte avec Irene Tremblay (Aroah) (Limbo Starr)
- 2006 : El tiempo de las cerezas (avec Enrique Bunbury) (EMI)
- 2007 : Verano fatal (avec Christina Rosenvinge) (Limbo Starr)

### EP et singles
- 1997 : Diariu (Astro)
- 1997 : Verdá o Consecuencia (Astro)
- 1999 : Diariu II (Acuarela)
- 2002 : Miedo al zumbido de los mosquitos (Limbo Starr)
- 2003 : Canciones desde palacio (Limbo Starr)
- 2005 : El hombre que casi conoció a Michi Panero (single) (Limbo Starr)
- 2005 : Esto no es una salida (Limbo Starr)
- 2009 : El género bobo (Limbo Starr)
- 2011 : Cómo hacer crac (Marxophone)
- Actores poco memorables (single)
- Canciones Populistas (Marxophone)

### Compilations
- 2007 : Canciones Inexplicables (2001-2005) (Mexique) (EMI)
- 2008 : Canciones Inexplicables (2001-2007) (édition complète) (Espagne) (Limbo Starr)
- 2011 : Los hermanos pequeños (2001-2009) (Limbo Starr)
- 2020 : Oro, salitre y carbón. Diez años de marxophonismo, 2011-2020 (Oso Polita)

### DVD
- 2007 : Liceu BCN 30 de noviembre de 2006 (EMI)
- 2012 : El fulgor (Rockdelux)